# Vellèches

Vellèches este o comună în departamentul Vienne, Franța. În 2009 avea o populație de 380 de locuitori.